# Baryconus seyrigi
Baryconus seyrigi är en stekelart som först beskrevs av Jean Risbec 1956.  Baryconus seyrigi ingår i släktet Baryconus och familjen Scelionidae. Inga underarter finns listade.